# فريتز بوش
فريتز بوش (بالألمانية: Fritz Busch )‏ (و. 1890 – 1951 م) هو موزع (موسيقى)، وعازف بيانو، ومخرج موسيقي ألماني، ولد في زيغن، توفي في لندن، عن عمر يناهز 61 عاماً.

## وصلات خارجية
- فريتز بوش على موقع IMDb (الإنجليزية)
- فريتز بوش على موقع IMDb (الإنجليزية)
- فريتز بوش على موقع مونزينجر (الألمانية)
- فريتز بوش على موقع ميوزك برينز (الإنجليزية)
- فريتز بوش على موقع قاعدة بيانات الأفلام السويدية (السويدية)
- فريتز بوش على موقع إن إن دي بي (الإنجليزية)
- فريتز بوش على موقع أول ميوزيك (الإنجليزية)
- فريتز بوش على موقع ديسكوغز (الإنجليزية)
- فريتز بوش على موقع كينوبويسك (الروسية)
- فريتز بوش على موقع كينوبويسك (الروسية)

- فريتز بوش في قاعدة بيانات الأفلام على الإنترنت